# Plutonodomus kungwensis
Plutonodomus kungwensis là một loài nhện trong họ Gnaphosidae. Chúng thuộc chi đơn loài Plutonodomus, được Mordecai Cubitt Cooke miêu tả năm 1964, thường xuất hiện ở Tanzania.